# Hof van Joosten
Hof van Joosten was een Nederlands televisieprogramma dat vanaf 30 maart 2007 wekelijks door de VARA werd uitgezonden. In het Hof van Joosten gaven een rechter, een officier van justitie, een advocaat en het publiek een mening over een waargebeurde rechtszaak met een reconstructie. Het vonnis werd aan het eind van de uitzending door een rechter verteld.

## Drie publieksgroepen
Elke week waren er drie publieksgroepen aanwezig tijdens de uitzending. Eén publieksgroep werd willekeurig uitgekozen en had verder geen 'link' met de zaak. De andere twee publieksgroepen hadden dit wel en stonden vaak lijnrecht tegenover elkaar. Tijdens een uitzending werd alle publieksgroepen om een mening gevraagd. Bijvoorbeeld: is een bepaald persoon schuldig of niet? De mening van de verschillende publieksgroepen kon soms erg verschillen.
"Door middel van snelle en soms confronterende vragenrondes zien we hoe verschillend publieksgroepen reageren, wanneer ze persoonlijk bij zo'n zaak betrokken zouden raken. Verder krijgen de deelnemers een belangrijke taak: hoe zouden zij vonnissen in de zaak? En komt dit persoonlijke oordeel overeen met de daadwerkelijke uitspraak van de rechter?" (Door Astrid Joosten, uit hofvanjoosten.vara.nl)

## Advocaten, officieren van justitie en rechters
Bij civiele rechtszaken in de uitzending gaven twee advocaten hun mening over de zaak. Een van de twee advocaten 'vertegenwoordigde' een van de twee partijen. De advocaten Gerard Spong en Cees Korvinus waren vaak aanwezig bij het 'Hof van Joosten'. Een van de rechters die aanwezig was tijdens de uitzending, Gerard van Asperen of Peter Ingelse, allebei van het Gerechtshof Amsterdam, vertelde wat meer over de zaak en zei tot slot wat het vonnis was geweest. Ook gaven de rechters vaak hun mening over de zaak en voerden ze dialogen met het publiek. Mr. Hanneke Festen was de vaste officier van justitie. Er was tijdens de uitzending vaak een deskundige aanwezig die zijn/haar mening gaf over de zaak.
12 steden, 13 ongelukken · Alles draait om geld · Bergen Binnen · Büch's Boeken · Buitenhof ** · Bureau Kruislaan · Cabaret & Co · Comedytrain presenteert · Deadline · Dr. Ellen · Ernstige Delicten · Factor Giel · Gebak van Krul · GIEL · Herexamen · Hoe bestaat het · Hof van Joosten · Hollands Hoop · In goed gezelschap · Is dat eigenlijk wel zo? · Jules Unlimited · Kanniewaarzijn · Kassa · Kassa 3 · Kinderen geen bezwaar · Kinderen voor Kinderen · Kopspijkers · Kun je het al zien? · Het Lagerhuis · Langs de Leeuw · Langs Sint en De Leeuw · De leugen regeert · Lieve Paul · Lieve Paul & Sint · MaDiWoDoVrijdagshow · De Mega Mike & Mega Thomas Show · Mooi! Weer De Leeuw · Mooi! Weer de Sint · Nieuwslicht · NOVA * · Oppassen!!! · Overspel · Panache · PAU!L · PAU!L en Sint! · Pauls Kadoshow · Pauls Puber Kookshow · Pauw & Witteman · Per Seconde Wijzer · Sint & De Leeuw · Shouf Shouf! · The Sopranos · Stellenbosch ** · Studio Spaan · Thank God It's Friday · Twee voor twaalf · Unit 13 · De verrukkelijke 85 · Vroege Vogels TV · Vuurzee · Waltz ** · De Wereld Draait Door · De wereld van Boudewijn Büch · Wie steelt mijn show? · X De Leeuw · Zembla

*: In samenwerking met NPS en NOS     **: In samenwerking met AVROTROS en VPRO